# Fish Out Of Water (Chris Squire)
Fish out of water is het debuutalbum van Chris Squire als soloartiest. Het zou daarin het enige blijven.

## Inleiding
Het is het vervolg op werk van Squire voor bands The Syn en Yes. Die laatste band had al voor het uitbrengen van Relayer besloten een sabbatical te nemen. Er kwamen van de leden allerlei soloalbums uit. Jon Anderson kwam met Olias of Sunhillow, Steve Howe met Beginnings, Alan White met Ramshackled en Patrick Moraz met de Story of I. Squire was in de lente en zomer bezig in zijn eigen ingerichte geluidsstudio in zijn woning te Virginia Water bezig met de opnamen wat uiteindelijk zou leiden tot de uitgave van Fish out of water. Delen van Relayer waren al in die studio opgenomen. Andere opnamen vonden plaats in de Morgan Studios. 
Squire wilde niet zijn basgeluid uit Yes herhalen; hij is er bekend geworden vanwege het gebruik van een Rickenbacker. Om meer als een rockbassist te klinken zoals Jack Bruce en Paul McCartney speelde hij de baspartijen ook in op een elektrische gitaar en mengde vervolgens de klanken. Voor de drumpartijen schakelde hij Yes-maatje Bill Bruford in, die de band na Close to the Edge had verlaten. De toetspartijen kwamen van Moraz, die net een minimoog bassynthesizer had aangeschaft.  De orkestraties kwamen van de hand van Andrew Pryce Jackman, met wie Squire in The Syn speelde; diens broer Greg Jackman was geluidstechnicus. Het orkest dat te horen is, werd opgebouwd uit musici uit het London Symphony Orchestra, die maar even beschikbaar waren en direct door moesten naar de volgende opnamen. Het album is opgedragen aan Nicola, Carmen en Chandrika Squire.
Na de oorspronkelijke uitgave in 1975 kwamen diverse heruitgaven op de markt; de eerste compact disc-versie kwam in 1990 in Japan uit (AMCY 19). In 2018 kwam een uitgebreide versie op de markt in de verzameling heruitgaven via Esoteric Recordings. Deze werd in 2020 gevolgd door een versie op blue-ray. 

## Hoes
Voor op de platenhoes is een foto te zien van Brian Lane (manager bij CBS-records VS). Hij fotografeerde Squire achter een traliewerk van het Hilton Hotel Detroit. Anderzijds is een kunstwerk te zien dat Squire had gekocht bij Tiffany. Bij het album en box-set werd het als poster bijgeleverd.

## Musici
- Chris Squire – alle muziekinstrumenten en zang, behalve
- Bill Bruford – drumstel, percussie
- Mel Collins – saxofoons
- Jimmy Hastings – dwarsfluit
- Patrick Moraz – toetsinstrumenten
- Barry Rose – pijporgel van St Paul's Cathedral
- Andrew Pryce Jackman – piano en elektrische piano
- orkestsecties onder leiding van Julian Gaillard (strijkers), John Wilbraham (koper), Jim Buck (sax), Adrian Brett (hout) en David Snell (harp).
- Nikki Squire - zang

## Muziek
| Nr. | Titel              | Duur  |
| --- | ------------------ | ----- |
| 1.  | Hold out your hand | 4:13  |
| 2.  | You by my side     | 5:00  |
| 3.  | Silently falling   | 11:27 |
| 4.  | Lucky seven        | 6:54  |
| 5.  | Safe (canon song)  | 14:56 |

Lucky seven verwijst naar de maatsoort waarin het is geschreven (7/4), dit onder invloed van Bruford, die na Yes meer richting de jazz was opgeschoven; in dit nummer is tevens Mel Collins te horen. Silent falling was volgens Squire qua zang gebaseerd op de zang van The Beach Boys. You by my side gaat dan weer richting Crosby, Stills, Nash & Young, waarbij Hastings uit Caravan de fluitpartij verzorgde. Safe (canon song) is een lange suite waarin een citaat zit uit Close to the Edge; Squire werd tekstueel bijgestaan door Pete Sinfield. Bij de verwerking van de opnamen van de pijporgelpartij voor Hold out your hand moest rekening gehouden worden met de vertraging (tussen aanslag en toon zit tijdsverschil van ongeveer 2,5 seconden).

## Ontvangst
De Nederlandse pop-pers was gematigd positief, ze maakten veelal de vergelijking met Yes. OOR's Pop-encyclopedie (versie 1979) noemde de hele reeks van soloalbums van rond 1975 overbodig op het album van Anderson na. Het album behaalde de 69e plaats in de Billboard 200, waarin het twaalf weken genoteerd stond. In de Britse elpee top 50 stond het zeven weken met de 25e plaats als hoogste notering. In Nederland en België zijn geen noteringen bekend.

## Single
Lucky seven werd zonder medeweten van Squire door Tom Dowd bewerkt en in de Verenigde Staten op single uitgegeven (B-kant: Silent falling).